# Doge (mem)

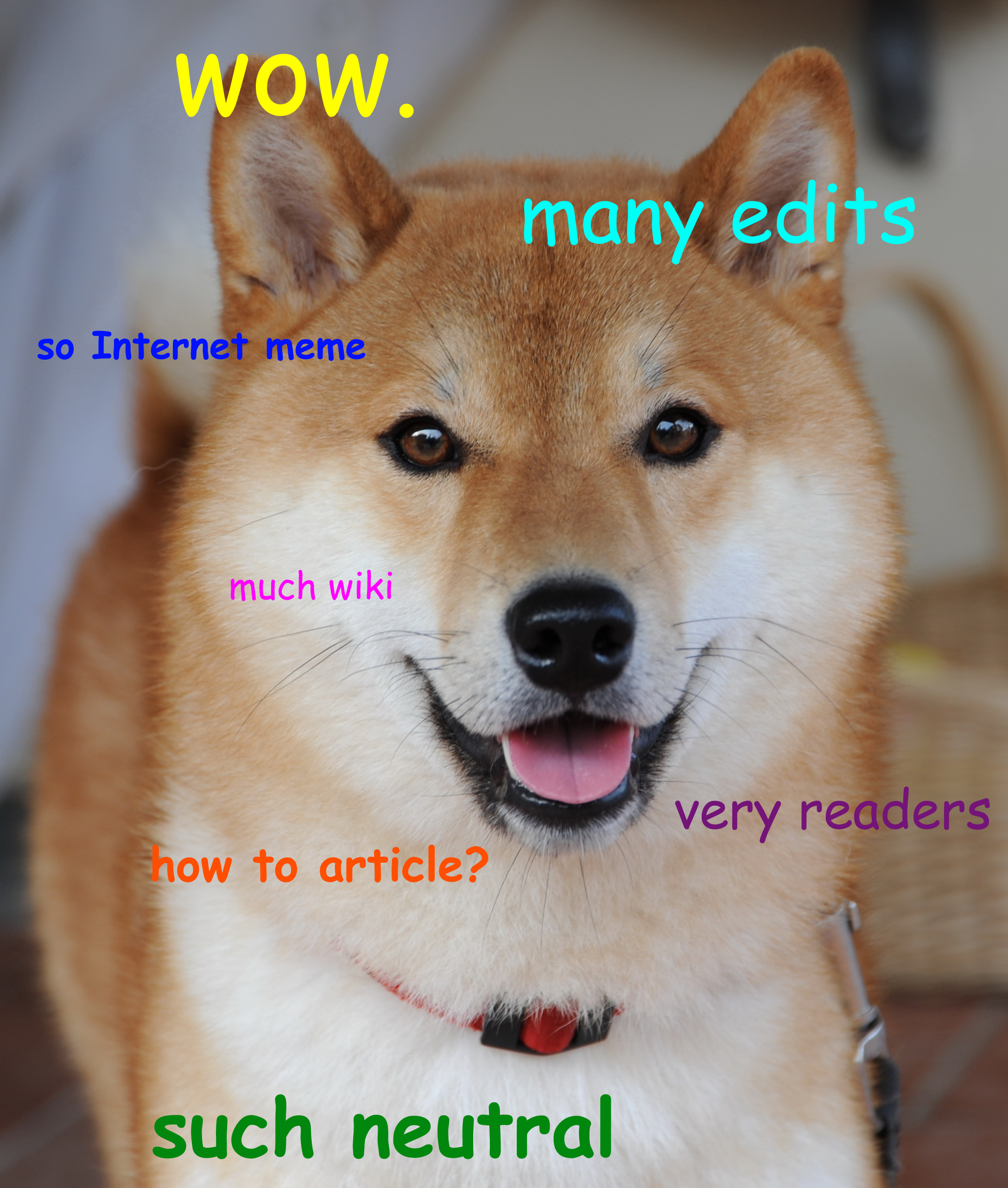
Příklad memu Doge souvisejícího s Wikipedií.

Doge je internetový mem, který se stal populární v roce 2013. Meme se obvykle skládá z obrázku Kabosy, fenky plemene Šiba-Inu, doprovázeného různobarevným textem v písmu Comic Sans v popředí. Text, který představuje jakýsi vnitřní monolog, je záměrně psán formou lámané angličtiny.
Mem vychází z fotografie z roku 2010 a koncem roku 2013 se stal populárním a na webu Know Your Meme byl vyhlášen „nejlepším memem“ toho roku. Šiba Inu byla koncem roku 2013 v populární kultuře významně zastoupena, včetně kryptoměny založené na memu Doge, Dogecoin, která byla spuštěna v prosinci téhož roku. Několik internetových anket a médií uznalo Doge za jeden z nejlepších internetových memů roku 10. let 21. století.

## Struktura
Doge používá dvouslovné věty, v nichž je prvním slovem téměř vždy jeden z pěti modifikátorů („so“, „such“, „many“, „much“ a „very“), a odchylkou od správné angličtiny je použití modifikátoru se slovem, které nemůže správně modifikovat. Například: „Much respect. So noble.“ používá Doge modifikátory, ale není „správně“ Doge, protože modifikátory jsou použity formálně správným způsobem. Doge verze by byla „Much noble, so respect“.
Kromě těchto frází je výrok Doge často zakončen jedním slovem, nejčastěji „wow“, ale používá se i „amaze“ a „excite“. Od vzniku memu vzniklo několik variant a odnoží, včetně „zkapalněného Doge“ (anglicky liquified Doge), což je varianta, kdy se podoba psa mění v jiná zvířata, a „ironického Doge“ (anglicky ironic Doge), což je verze, kdy se postava Doge dostává do ironických a netypických situací.
Memy ironického Doge daly vzniknout několika dalším příbuzným postavám, často samotným psům, z nichž jednou je Cheems, další Šiba Inu, pro kterého je typická vada řeči, která přidává písmeno „M“ v celé jeho řeči.
Další často se opakující ironickou postavou Doge je bulteriér Walter, který je obvykle vykreslován jako milovník „moster trucků“ a hasičských aut. Tyto memy se nejčastěji vyskytují na subredditech jako r/dogelore. Jedním z memů, který se stal populárním v roce 2020, byl „Svalnatý Doge vs. Cheems“, v němž je svalnatý Doge a malý Cheems zobrazen jako něco, co bylo v minulosti považováno za lepší, respektive jeho moderní verze.

## Původ a výslovnost
Kabosu (japonsky かぼす, 2. listopadu 2005 – 24. května 2024), nebo Kabo-čan (japonsky かぼちゃん) byla fenka šiba-inu, která se objevila v původním memu. Šlo o čistokrevného psa z množírny, který skončil v útulku. Odtud fenu v roce 2008 adoptovala japonská učitelka mateřské školy Acuko Sato a pojmenovala ji podle citrusového ovoce kabosu, neboť kulatý obličej psa jí toto ovoce připomínal. Další šiba-inu, která se v memu objevila, je Suki, fenka patřící fotografovi Jonathanu Flemingovi ze San Franciska.
Kabosu byla poprvé vyobrazena v roce 2010 v příspěvku na blogu Sato. Později byly na blogu Tumblr Shiba Confessions zveřejněny variace obrázků s překrytým textem Comic Sans. Použití záměrně chybně napsaného „Doge“ se však datuje již od června 2005, kdy byl zmíněn v epizodě loutkového seriálu Homestar Runner. Popularita memu začala růst poté, co byl v říjnu 2010 použit na Redditu v příspěvku s názvem „LMBO LOOK @ THIS FUKKEN DOGE.“ Koncem prosince 2022 se objevila zpráva, že sedmnáctiletá Kabosu vážně onemocněla leukémií.
Některé další postavy použité v memu jsou založeny na fotografiích skutečných psů. Cheems je založen na snímku psa jménem Balltze z Hongkongu. Byl adoptován ve věku jednoho roku a v roce 2020 mu bylo devět let. Měl leukémii a podstupoval torakocentézu (odsávání tekutiny z hrudníku). Zemřel 18. srpna 2023 ve věku 12 let. Walter vychází z bulteriéra Nelsona, který se původně stal populárním v roce 2018 poté, co jeho majitelka Victoria Leighová zveřejnila na Twitteru fotografii Nelsona s popiskem „When u open the front-facing camera on accident“ (Když omylem otevřete přední kameru). V roce 2020 začaly internetem kolovat zvěsti o Nelsonově smrti, které se však ukázaly jako nepravdivé.
Nejčastější výslovnost slova „Doge“ je /ˈdoʊdʒ/ doudž a /ˈdoʊɡ/ doug. V neanglicky mluvících zemích se „Doge“ občas vyslovuje /ˈdɒdʒ/ „dodž“. Ti, kdo mem neznají nebo nejsou obeznámeni, používají také výslovnost /ˈdɒɡi/ „dogi“, /ˈdɒɡeɪ/ dogei, /ˈdoʊɡeɪ/ dougei nebo prostě jako samotné slovo „dog“, tedy /ˈdɒɡ/ dog nebo /ˈdɔːɡ/ dóg.

## Historie a rozšíření
Vyhledávání tohoto memu na internetu se začalo zvyšovat v červenci 2013. V srpnu 2013 byly obrázky tohoto memu spamovány na subredditu r/MURICA přes obrázkový server /b/ na 4chanu. Meme se v roce 2013 umístil na 12. místě v seznamu MTV „50 věcí, za které jsme v popkultuře děkovali“. io9 přirovnal vnitřní dialog psů šiba-inu k lolspeaku. Dne 13. prosince byl Doge vyhlášen „nejlepším memem" roku 2013 stránkou Know Your Meme.
Koncem prosince 2013 vytvořili členové Kongresu Spojených států amerických materiál ve stylu tohoto memu. Deník The Huffington Post to komentoval slovy, že Doge byl „zabit“ kvůli tomu, že členové Kongresu tento mem použili.
V prosinci 2013 byla představena nová kryptoměna Dogecoin, čímž se stal první kryptoměnou založenou na internetovém memu. Virální fenomén spolu s použitím písma Comic Sans MS mu podle Quinny Nortonové, autorky článku na serveru Medium, dodala „internetovou hustotu velké hvězdy“.

### Pokračující popularita
Na začátku roku 2014 si popularitu Doge udržely internetové komunity na sociálních sítích, což bylo doprovázeno rychlým růstem a přijetím Dogecoinu. V dubnu 2014 zažil Doge druhé velké mediální oživení v důsledku odhalení záměru komunity Dogecoinu sponzorovat Joshe Wise v NASCAR a umístit na jeho vozidlo obrázek Šiba-Inu. Vůz se objevil v obsahu ke stažení pro videohru NASCAR '14. Média se při informování o kryptoměně a autě chopila memu a v titulcích se objevily výrazy jako „so wow“ a „very vroom“.
Zpráva serveru The Daily Dot z prosince 2016 zjistila, že popularita Doge dosáhla vrcholu v roce 2014 a poté poklesla kvůli „přílišnému vystavení a kooptaci inzerenty a mainstreamovými 'normály'“, ale od té doby zůstala stabilní a v roce 2016 se vrátila mezi 10 nejsdílenějších memů roku na Tumblru.
Na apríla 2017 zveřejnila Čínská ústřední televize hoax o smrti Kabosy.
V roce 2022, během ruské invaze na Ukrajinu, vznikl online fenomén a skupina zaměřená na potírání ruské propagandy a ruských dezinformací s názvem NAFO (neboli North Atlantic Fella Organization), jejíž účastníci, kteří sami sebe označují jako „Fellas“, používají Doge jako svůj avatar. Kromě zveřejňování proukrajinských memů nebo memů zesměšňujících ruské válečné úsilí a strategii a „shitpostů“ skupina také shromažďuje finanční prostředky pro ukrajinskou armádu a další proukrajinské záležitosti.

## Kulturní vyobrazení

### V reklamě
V polovině roku 2014 se Doge objevil v reklamní kampani reklamní agentury DDB Stockholm pro dopravní podnik SL ve švédském Stockholmu. Reklama se týkala speciálních letních jízdenek společnosti a zobrazovala Doge, který držel v ústech jízdenku na MHD, s výrazy jako „many summer“, „such cheap“ a „very buy“.

### Online
Společnost Google vytvořila virtuální velikonoční vajíčko (easter egg) Doge: po zadání memu doge do vyhledávacího řádku YouTube se veškerý text na webu zobrazil v barevném písmu Comic Sans, podobném tomu, které používá meme. V lednu 2014 vytvořili weboví vývojáři ze Sydney Katia Eirinová a Bennett Wong webovou stránku o počasí a mobilní aplikaci obsahující tento mem Doge Weather. Aplikace Doge Weather informuje o teplotě a povětrnostních podmínkách na základě zeměpisné polohy uživatele. V dubnu 2014 bylo Doge Weather k dispozici jako mobilní aplikace pro iOS 7. Projekt Servo společnosti Mozilla začlenil mem do loga projektu od května 2016 do února 2020.
Mezi 3. dubnem a 7. dubnem 2023 Elon Musk nahradil logo Twitteru s ptákem obrázkem Doge pro uživatele webových stránek. Někteří spekulovali, že mohlo jít o pozdě zveřejněný aprílový žert, Thomas Barabbi z New York Post však uvedl, že logo dogecoinu se objevilo jen několik dní poté, co Muskovi právníci požádali soudce o zamítnutí žaloby na vydírání v hodnotě 258 miliard dolarů, která miliardáře obviňuje ze zvyšování hodnoty digitální měny.

### V oblasti zábavy
Ve videoklipu k písni „Word Crimes“ od Weird Ala Yankovice z roku 2014, která pojednává o špatné gramatice, je k ilustraci typů špatné gramatiky, na které se v dané části písně odkazuje, použit tweet od Doge. Ve videohře The Legend of Zelda: Tri Force Heroes z roku 2015 lze odkaz na mem najít pouze v severoamerické verzi. Při zkoumání jedné ze starobylých knihoven text zní: „Přesto mi příchod sem poskytl alespoň vzácnou příležitost prozkoumat tyto starobylé ruiny. Tak starobylé. Takové ruiny.“ (anglicky Still, coming here has at least afforded me the rare chance to explore these ancient ruins. So ancient. Such ruin.) Tato zmínka se u fanoušků série setkala se smíšenými názory. Hra Just Cause 3 obsahovala také speciální režim, v němž se v reakci na určité akce hráče objevoval text ve stylu memu. V roce 2017 byl do videohry Smite přidán skin Doge pro bohyni Skadi.

## Přijetí a odkaz
Slovo „Doge“ bylo v listopadu 2015 jedním z několika přírůstků do slovníku Dictionary.com. Webové stránky jej definují nejen jako obrazové makro a jeho varianty, ale také jako formu „jazyka“, kterou používá. Několik mediálních publikací zařadilo Doge na seznam memů, které pomáhaly definovat internetovou kulturu 10. let 21. století, a psalo o vlivu tohoto memu na další vývoj na internetu, například DoggoLingo a WeRateDogs. Evan McMurry z ABC News a Stacey Ritzen z The Daily Dot zařadili Doge na první místo mezi memy 10. let 21. století. V prosinci 2019 byl Doge v anketě časopisu The Tab zvolen nejlepším internetovým memem 10. let 21. století, když získal 737 hlasů, tedy 22 % všech odevzdaných hlasů. Aja Romano z Voxu zařadila Doge mezi 11 memů, „které vystihly desetiletí“, a napsala, že vynesl „kočičí memy do nových, absurdních výšin, což je raný znak neodadaistického humoru tisíciletí“. Angela Watercutterová z časopisu Wired jej označila za jeden z nejlepších memů roku 2013. Podle serveru Mashable jde o jeden z nejlepších „internetových momentů, který v roce 2023 dovrší 10 let“.
V Japonsku je vnímání Kabosy a Saty pozoruhodně odlišné; Kabosu a Sato jsou známí spíše jako domácí mazlíček a majitelka než jako mem a její blog byl v prosinci 2013 čtvrtým nejpopulárnějším blogem o domácích mazlíčcích v zemi. V reakci na mem vysvětlila: „Abych byla upřímná, některé obrázky jsou pro mě divné, ale i tak je to vtipné! Jsem ohromena jejich schopnostmi a vkusem. V mém okolí o memu Doge nikdo neví. Možná memům moc nerozumím, protože žiju takový analogový život.“ Sato se také vyjádřila, že se naučila, že „riziko internetu spočívá v tom, že kdokoli na světě může vidět můj život na mém blogu“. Fleming uvedl, že podle jeho zkušeností se plemeno šiba-inu stalo díky memům více uznávaným.